# فيكتوريا كابللو
فيكتوريا كابللو (بالإيطالية: Victoria Cabello)‏ هي مقدمة تلفزيونية وممثلة إيطالية، ولدت في 12 مارس 1975 في لندن في المملكة المتحدة.

## وصلات خارجية
- فيكتوريا كابللو على موقع IMDb (الإنجليزية)
- فيكتوريا كابللو على موقع أول موفي (الإنجليزية)
- فيكتوريا كابللو على موقع كينوبويسك (الروسية)